# Contournement sud de Nijni Novgorod
Le contournement de Nijni Novgorod (en russe : Южный обход Нижнего Новгорода
, Ioujni obkhod Nijnego Novgoroda) est une autoroute contournant par le sud-ouest la ville de Russie européenne de Nijni Novgorod dans l'oblast de Nijni Novgorod. Ouverte par phase depuis 1993, la phase III n'est toujours pas entièrement ouverte et reste en construction. Elle est une partie intégrante de la route fédérale M7, et elle est la seule autoroute de l'oblast de Nijni Novgorod.

## Caractéristiques
Le contournement est une autoroute longue actuellement de 45,2 kilomètres qui contourne par le sud-ouest la ville de Nijni Novgorod. Il est emprunté par la route fédérale M7, route russe reliant Moscou par Nijni Novgorod et Kazan à Oufa.
Elle dispose de trois sorties, ainsi que de trois échangeurs. Son terminus actuel sud se situe près du village de Chiolokcha, au sud de Kstovo. Une route a été construite pour relier ce terminus provisoire à l'ancien tracé de la M7.

## Historique

### Première phase
La construction du contournement sud a commencé en 1984. La première phase est longue de 16 km, reliant la M7 (km 399) à la R125, l'actuelle 22K-0125 . Sa construction s'est déroulée de 1984 à 1993 et comprenait un pont sur l'Oka , deux échangeurs à moitié construits aux extrémités et deux sorties dans la partie médiane du la section. Une autre sortie a été plus tard rajoutée.

### Deuxième phase
La deuxième phase, de la R125 au R158, longue de 14,5 km, a été construite en 2 ans et demi, et fut ouverte à la circulation en octobre 2008. Dans le cadre de la deuxième phase, un échangeur routier à l'intersection avec leRP125 a été entièrement réalisé et un nouvel échangeur avec la R158 a été partiellement construit.

### Troisième phase

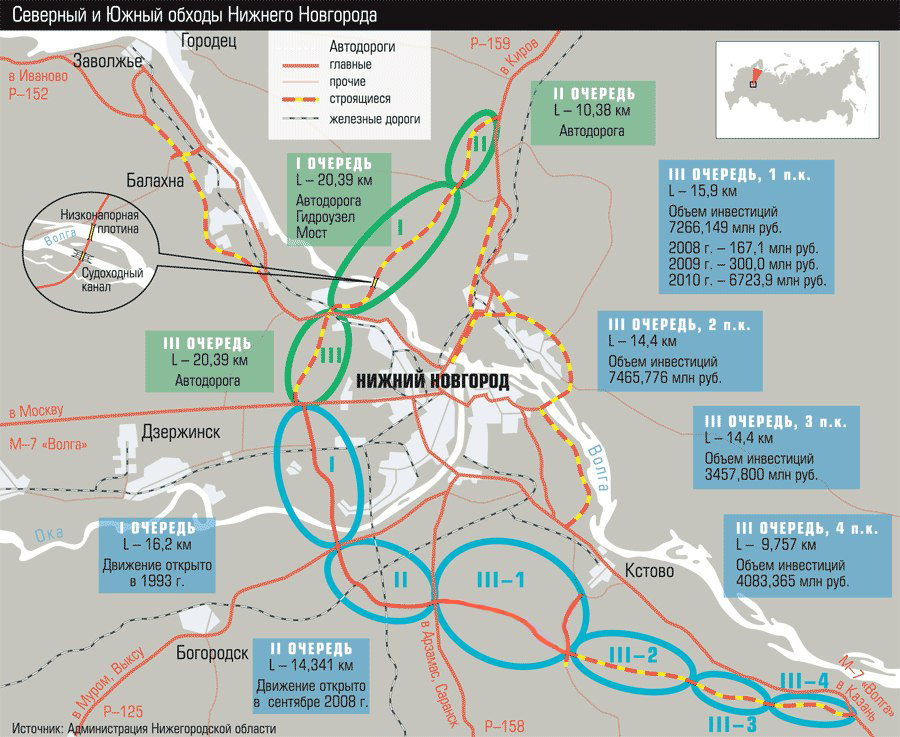
Plan des contournements sud et nord. Les III-2, III-3 et III-4 sont désormais regroupées dans la phase 4.

La longueur du troisième tronçon est de 14,69 km,,. Le coût des travaux s'est élevé à 8 milliards de roubles. L'échangeur avec la R158 a été achevé et un nouveau tronçon de route a été construit entre le terminus provisoire du contournement et la ville de Kstovo .
Lors de la crise économique, la construction fut arrêtée à cause du manque de financement et la faillite de l'entreprise chargée de le construire. En 2009, 1,2 milliard de roubles furent allouées à la construction du contournement pour reprendre les travaux. En 2010, alors que les travaux n'avaient pas commencé, Sergueï Ivanov, vice-président du gouvernement russe, suggéra un partenariat public-privé, ce qui fut finalement choisi,.
La même année, les travaux ont commencé, et jusqu'en 2013, seuls le budget régional finançait la construction. En juillet 2013 fut trouvé un accord avec la fédération pour que l'État finance à hauteur de 5 milliards de roubles la 3e étape, dont la moitié sous forme de prêts et l'autre moitié sous forme de subventions.
Le 9 septembre 2016, le gouverneur annonça que la mise en service se ferait le 14 septembre à 15 heures. L'inauguration eu lieu ainsi le 14 septembre, en présence du gouverneur et du ministre des Transports de Russie,.

### Quatrième phase
La quatrième phase constituait selon les premiers plans en trois étapes (III-2, III-3 et III-4) de la phase 3, mais elles furent séparées. Les principales issues quant à cette phase étaient son tracé. Une option prévoyait qu'après Chiolokcha, il y ait un raccord autoroutier vers l'ancien tracé, tandis qu'une option voulait qu'il y ait la poursuite du contournement sur un nouveau tracé. Ce fut cette dernière option qui fut choisie.
En 2014, le gouverneur lança les études de faisabilité de cette quatrième phase. Cette section, la plus longue, avec 32 km, devait finir vers le village de Rabotki. Les études furent terminées en 2016.

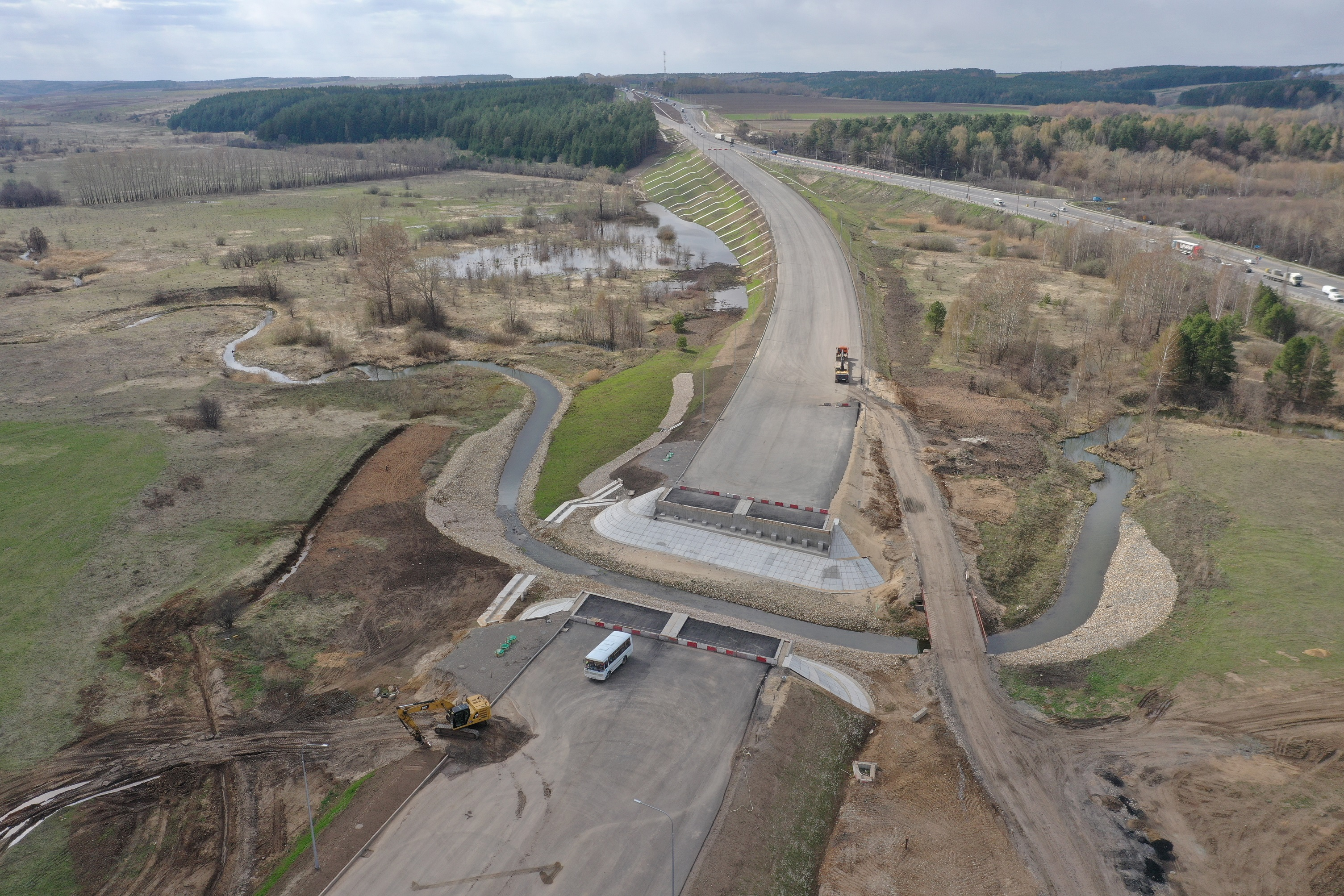
Travaux vers Rabotki en avril 2022.

En 2019, un contrat de type partenariat public-privé fut signé pour le démarrage des travaux. Son coût est estimé à 23 milliards de roubles. 
En 2021, les étapes III-3 et III-4 étaient achevées à 19 %, en octobre les travaux des III-2 et III-4 à 50 %. En septembre 2022, les travaux étaient finis sur toutes les étapes de la phase à hauteur de 85 %.

## Itinéraire
Le kilométrage commence au km 399, car la route fait partie de la M7, et suit donc son kilométrage :
- Échangeur entre , Ancien tracé de la M7 (vers ctre-ville de Nijni Novgorod) et contournement de Nijni Novgorod ;
- km 404 : Sortie à Gorbatovka vers Dzerjinsk ;
- km 405 : Sortie à Gorbatovka vers Avtozavod ;
- km 410 : Sortie à Striguino vers l'aéroport et Avtozavod ;
- : Pont sur l'Oka, km 414
- Échangeur entre  et 22K-0125 (vers Bogorodsk et arrondissement de l'Oka), km 416
- Échangeur entre  et  (vers Arzamas et arrondissement de l'Oka), km 430
- Fin du contournement, raccord vers Kstovo, km 445.